# Barinya wangala
Barinya wangala is een fossiele vertegenwoordiger van de echte roofbuideldieren die gevonden is in het Mioceen van Riversleigh (Queensland). B. wangala is de enige soort in het geslacht Barinya en de onderfamilie Barinyainae binnen de familie der echte roofbuideldieren, waarvan Barinya de oudste vertegenwoordiger is. B. wangala is waarschijnlijk nauw verwant aan de laatste voorouder van alle levende echte roofbuideldieren. De wetenschappelijke naam komt uit de taal van de Aboriginal-stam Wanya: barinya betekent 'buidelmarter' en wangala 'droomtijd'.
De soort is bekend van een schedel (het holotype), een complete onderkaak, zeven fragmentarische onderkaken, twee geïsoleerde vierde onderkiezen (m4), zeven fragmentarische bovenkaken, twee geïsoleerde tweede bovenkiezen (M2) en één derde (M3). De schedel is zeer goed bewaard gebleven en ook veel van de andere fossielen zijn niet erg beschadigd. De derde valse kies in de bovenkaak (P3) en de tweede in de onderkaak (p2) zijn zeer groot, groter dan of even groot als de eerste kiezen (M1 en m1).